# جاكي مايو
جاكي مايو (بالإنجليزية: Jackie Mayo)‏ هو لاعب كرة قاعدة أمريكي، ولد في 26 يوليو 1925 في ليتشفيلد في الولايات المتحدة، وتوفي في 19 أغسطس 2014 في North Lima, Ohio ‏ في الولايات المتحدة.